# Гдовская группа говоров

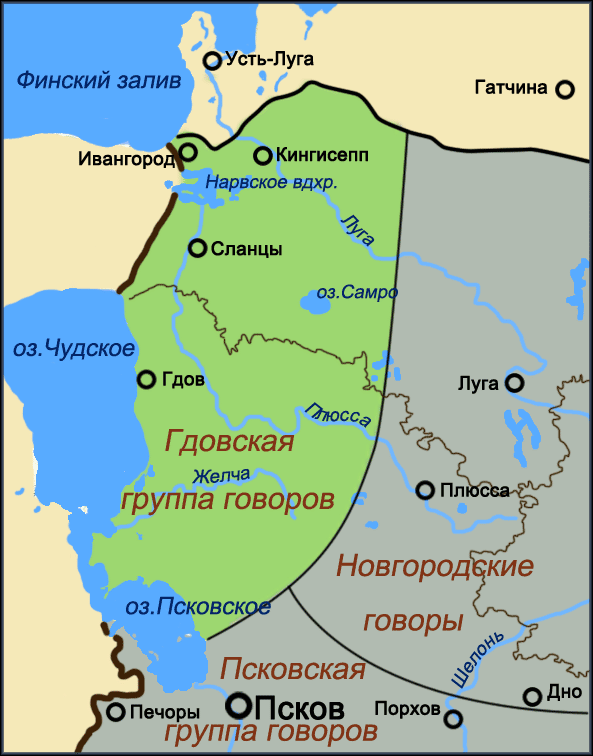
Гдовская группа говоров

Гдо́вская гру́ппа го́воров — среднерусские говоры, распространённые к востоку от Чудского озера и к югу от Финского залива в юго-западной части Ленинградской и северо-западной части Псковской областей, объединённые общими для них диалектными чертами. Гдовская группа является частью более крупного языкового объединения — западных среднерусских окающих говоров, входящих в состав западных среднерусских говоров.
Говоры Гдовской группы, генетически связанные с северной частью древнепсковского диалекта, длительное время находились под влиянием древненовгородского диалекта и сформировались как переходные говоры между окающими новгородскими и акающими псковскими говорами. Обособление гдовских от новгородских и псковских говоров произошло в относительно позднее время в XV—XVIII веках.
Располагаясь в северо-западной части ареала среднерусских говоров, гдовские говоры разделяют все среднерусские диалектные особенности (смычно-взрывное образование задненёбной звонкой фонемы /г/, неразличение гласных во втором предударном и заударных слогах после твёрдых согласных и т. д.), а также черты западных среднерусских говоров, включая черты их северного окающего ареала. Кроме того гдовские говоры характеризуются чертами западной, северо-западной, и части пучков изоглосс северной и юго-западной диалектных зон, размещаясь в пределах их ареалов. Наличие этих черт сближает говоры Гдовской группы помимо западных среднерусских новгородских, псковских и селигеро-торжковских говоров также с севернорусскими говорами Ладого-Тихвинской и Онежской групп, западными южнорусскими и другими говорами.
Говоры Гдовской группы выделяются среди других западных среднерусских говоров наличием особых переходных систем вокализма, а также целым рядом характерных именно для данной группы черт, таких, как: замена предлога у, а также гласного у- в начале слова согласным [в] ([в] нас, [в] сестры́, [в]чи́тель); наличие форм множественного числа с суффиксом -j- от существительных женского рода (бер’о́з’[йа], корзи́н’[йа], же́рд’[йа]) и с суффиксами -j- и -ов- от существительных мужского рода (мужов’[йа́], стулов’[йа́]); наличие форм множественного числа с ударным -а от существительных женского рода (дерев[н’а́], зеле[н’а́], лоша[д’а́]); возможность употребления глагольных форм 3-го лица без окончания -т (он нес’[о́], де́ла[йо], они́ нес[у́], де́ла[йу]); наличие форм инфинитива типа спра́[х]ыват’; ударение на основе в личных формах глаголов (про́шу, л’у́бл’у); парадигма глагола мочь в виде мо[г]у́, мо́[г]еш, мо́[г]ут; распространение конструкций быть опозда́ть ему́ и пойти́ в яго́ды; распространение слов: печа́йник, печа́льник (сковородник), ре́лка (участок земли), мост (дно у лодки) и т. д.

## Вопросы классификации
| Классификация: - Русский язык - Среднерусские говоры - Западные среднерусские говоры - Западные среднерусские окающие говоры - Гдовская группа говоров Гдовская группа на карте среднерусских говоров (При нажатии на изображение территории какой-либо группы говоров, будет осуществлён переход на соответствующую статью) |

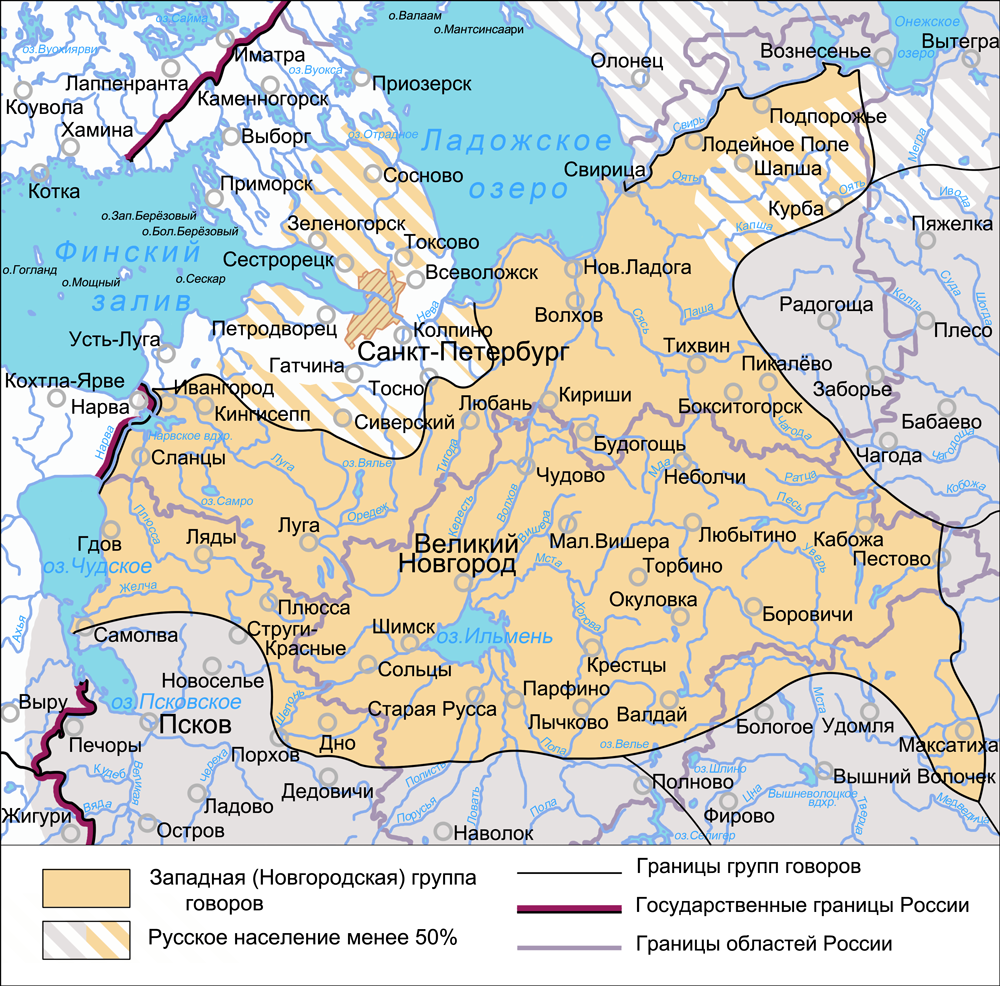
Западная (Новгородская) группа говоров, к территории которой на диалектологической карте 1914 года относились современные гдовские говоры.

В составленной в 1915 году диалектологической карте русского языка гдовские говоры входили в территорию распространения западной (новгородской) группы северновеликорусских говоров по одному из главных характерных для этого наречия признаков — оканью (при определении границы между северновеликорусскими и средневеликорусскими говорами в состав последних вошли говоры только с полной утратой оканья и заменой его аканьем, говоры сохранившие оканье хотя бы отчасти отнесены к северновеликорусским). По классификации 1965 года, когда были выявлены новые диалектные границы — резко очерченный замкнутый ареал, условно называемый Гдовским островом (территория около города Гдова) — гдовские говоры выделены в отдельную группу в составе западных среднерусских говоров, так как, несмотря на наличие в них другого типа безударного вокализма, значительное число языковых явлений объединяет гдовские говоры с соседними среднерусскими и даже с южным наречием, тогда как с северным наречием таких общих явлений имеется намного меньше.
Гдовские говоры можно рассматривать как переходные от западных среднерусских окающих к западным среднерусским акающим вследствие того, что им характерен особый тип аканья и яканья при возможном различении гласных в первом предударном слоге, а также наличие языковых черт общих с псковскими говорами.
Различаются северные (так называемые «укающие») и южные гдовские говоры (к северу и к югу от Гдова соответственно), для северных характерно в предударном слоге произношение у в соответствии о (если под ударением о и е): к[у]ро́ва, б[у]ло́та, [у]в’о́с, заб[у]ле́ла, [у]те́ц — в первом предударном слоге; [у]горо́д, [у]проки́нула — во втором предударном слоге, что сближает их ещё больше с Новгородскими говорами, южные говоры тяготеют к сильному яканью.

## Область распространения
Ареал гдовской группы говоров находится в крайне западной части среднерусских окающих говоров, прилегает к восточному побережью Чудского озера, занимая территории юго-запада Ленинградской области и север Псковской области, охватывая бассейны рек Луги и Плюссы. Особый гдовский говор распространён на острове Пийрисар среди русских старообрядцев Эстонии.
С севера и запада гдовские говоры граничат с областями распространения прибалтийско-финских языков (водского, ижорского и эстонского), на востоке к ним примыкают новгородские говоры, а на юге говоры Псковской группы.

## История
Основные языковые черты гдовских говоров складывались и развивались до XV века на территории пограничья древних Псковской и Новгородской республик в соседстве с Литовским государством относительно обособленно от говоров других русских земель, что привело к тому, что у гдовских, а также у близких им псковских и новгородских говоров сложились своеобразные диалектные черты, общие для северо-западной Руси. Формирование Гдовской группы говоров и обособление её от новгородских и говоров Псковской группы произошло в относительно позднее время в XV—XVIII вв. Сохраняющие большое количество архаизмов, современные гдовские (как и псковские, и отчасти прионежские) говоры, имеют большое значение для восстановления истории древнепсковского диалекта.
Лексический прибалтийско-финский субстрат говорит о тесных межъязыковых контактах и ассимиляции славянами языков автохтонного населения восточного побережья Чудского озера на протяжении многих веков.
Сходства диалектных явлений, которые прослеживаются у гдовских с другими русскими говорами, дают возможность узнать о происходивших ранних миграциях носителей гдовских говоров. Гдовские языковые черты (напр., ударение на основе в личных формах глаголов и др.) встречаются в некоторых поморских говорах (распространённых по западному берегу Онежского полуострова к северу от Кянды). Изучение диалектных черт говоров Онежской группы даёт основание предполагать, что носители в том числе и гдовских говоров переселялись в Обонежье в XIV—XVI вв..
Потомками переселенцев в основном из Гдовского края в XVIII веке являются носители говора эстонского острова Пийрисар с наличием системы вокализма, переходной от оканья к аканью. Говор Пийрисара отличается от других говоров русских старообрядцев Эстонии западного побережья Чудского озера с сильным (недиссимилятивным) аканьем, но распространение в этих говорах (в Муствеэ, Калласте и др.) форм 3-го лица без окончания -т от глаголов ед. и множ. числа до сер. XX века также свидетельствует о частичном гдовском влиянии на них.

## Особенности говоров

### Общая характеристика
В языковой комплекс говоров Гдовской группы включаются все отличительные черты западных среднерусских говоров и западных среднерусских окающих говоров, некоторые черты юго-западной диалектной зоны, а также некоторые черты соседних псковских говоров. Наличие специфических черт, включая характерную систему безударного вокализма, даёт возможность выделить гдовские говоры в отдельную группу в составе западных среднерусских говоров.
Как переходная группа от окающих Новгородских говоров к акающим говорам Псковской группы, Гдовская группа как разделяет с ними ряд диалектных черт, так и имеет ряд отличий. От Новгородских говоров их отличают некоторые особенности, известные на территориях южнее западных среднерусских окающих говоров: наличие звука в на месте у в начале слова перед согласным и на месте предлога у, форма именительного пад. мн. числа с ударным окончанием -а от существительных женского рода с мягкой основой, синтаксическая конструкция типа пойти́ в я́годы и др.
В отличие от говоров Псковской группы в гдовских распространены черты, известные севернее: оканье, употребление звука у вместо предударного о и др.

### Западносреднерусские диалектные черты
К числу западносреднерусских черт относят такие основные диалектные черты, как:
1. Произношение на конце слова твёрдых губных согласных: го́лу[п] (голубь), се[м] (семь), любо́[ф] (любовь) и т. п.;
2. Наличие сочетания мм в соответствии сочетанию бм, входящего также в характеристику севернорусского наречия;
3. Распространение произношения мягких согласных: же́[н’]ский, ру́[с’]ский и т. п.

### Местные диалектные черты

#### Фонетика

##### Гласные под ударением
Под ударением различаются гласные а, о, и, ы, у; звук а сохраняется между мягкими согласными (п’ат' , вз’ат' , оп’ат' ). Под ударением произносится звук е, но спорадически наблюдаются случаи употребления звука и: см[и]х, на кон[и́], на рек[и́], на земл[и́]. Более стойко и удерживается под ударением в суффиксах и окончаниях. (1)

##### Безударный вокализм
Наличие гдовского и полновского типа оканья и яканья (по наименованию лингвистических районов, где встречается данное языковое явление), при возможном различении гласных в первом предударном слоге. Сущность этого вокализма заключается в том, что различение или неразличение предударных гласных а и о зависит от гласного под ударением. В[а]жу́, к[а]си́, в[а]ды́, но в[о]да́, в[о]де́ — полновский вокализм (а и о совпадают только перед гласными верхнего подъёма); в[а]ды́, в[а]да́, но в[о]де́ — гдовский вокализм (а и о различаются как правило перед о и е). В переходных говорах Плюсского района сохранение предударного о возможно только перед ударным о.
Полновский вокализм.
| Гласные под ударением | Гласные первого предударного слога в соответствии с фонемами | Гласные первого предударного слога в соответствии с фонемами | Гласные первого предударного слога в соответствии с фонемами | Гласные первого предударного слога в соответствии с фонемами | Гласные первого предударного слога в соответствии с фонемами | Гласные первого предударного слога в соответствии с фонемами | Гласные первого предударного слога в соответствии с фонемами | Гласные первого предударного слога в соответствии с фонемами |
| Гласные под ударением | После твёрдых согласных                                      | После твёрдых согласных                                      | После мягких согласных                                       | После мягких согласных                                       | После мягких согласных                                       | После мягких согласных                                       | После мягких согласных                                       | После мягких согласных                                       |
| Гласные под ударением | После твёрдых согласных                                      | После твёрдых согласных                                      | Перед твёрдыми согласными                                    | Перед твёрдыми согласными                                    | Перед твёрдыми согласными                                    | Перед мягкими согласными                                     | Перед мягкими согласными                                     | Перед мягкими согласными                                     |
| --------------------- | ------------------------------------------------------------ | ------------------------------------------------------------ | ------------------------------------------------------------ | ------------------------------------------------------------ | ------------------------------------------------------------ | ------------------------------------------------------------ | ------------------------------------------------------------ | ------------------------------------------------------------ |
| Гласные под ударением | /о/                                                          | /а/                                                          | /о/                                                          | /е/                                                          | /а/                                                          | /о/                                                          | /е/                                                          | /а/                                                          |
| /и/                   | [а]                                                          | [а]                                                          | [а]                                                          | [а]                                                          | [а]                                                          | [а]                                                          | [а]                                                          | [а]                                                          |
| /у/                   | [а]                                                          | [а]                                                          | [а]                                                          | [а]                                                          | [а]                                                          | [а]                                                          | [а]                                                          | [а]                                                          |
| /е/                   | [о]                                                          | [а]                                                          | [о]                                                          | [е]                                                          | [а]                                                          | [е]                                                          | [е]                                                          | [а]                                                          |
| /о/                   | [о]                                                          | [а]                                                          | [о]                                                          | [е]                                                          | [а]                                                          | [е]                                                          | [е]                                                          | [а]                                                          |
| /а/                   | [о]                                                          | [а]                                                          | [о]                                                          | [е]                                                          | [а]                                                          | [е]                                                          | [е]                                                          | [а]                                                          |

Особенности гдовского безударного вокализма:
- Положение после парных твёрдых согласных и в начале слова:
  - В первом предударном слоге: Перед ударным гласным о гласные первого предударного слога а и о различаются: [ободво́рок], [похо́доцка], [воз’м’о́], [рос’т’о́], [од’о́жа], [оммо́им] и т. д. Последовательно различаются а и о перед ударным е: [коне́шно], [скоре́йа], [цолове́к] и т. д. Перед гласным нижнего подъёма а гласные предударного слога а и о совпадают в одном звуке а: [ап’а́т'], [анна́], [кава́т'], [стага́] и т. д., при этом известны случаи сохранения о перед а: [одда́й], [пособл’а́ли], [молоцка́], [хломота́т'] и т. д. Гласные верхнего подъёма и, ы, у занимают по отношению к гласному предударного слога промежуточное положение, при некотором преобладании случаев с а на месте о отмечено немало случаев сохранения предударного о: [хади́т'], [палы́], [к сталу́], но: [корми́ла], [доку́л'], [от полосы́], [озу́бок] и т. д.
  - Во втором предударном слоге: Гласные неверхнего подъёма а, о совпадают в одном звуке ъ, если в следующих слогах (или только в предударном слоге) имеется а: [пъб’ажа́ли], [лъшад’а́м], [пръцажу́], [бъразди́на] и т. д. При наличии под ударением о гласный второго предударного слога о сохраняется даже в том случае, если в первом предударном имеется а: [пол’аго́шы]. Аканье не активно во втором предударном слоге перед гласными верхнего подъёма (даже если под ударением а): [позбира́йут], [посыла́й], [голуб’а́нка], [доруби́т'] и т. д. Если в слогах (или только в первом предударном слоге) находятся гласные среднего подъёма, то гласные а, о различаются: [полете́л], [волоцы́лас'], [топори́шша] и т. д. В абсолютном начале слова звуки о, а перед гласными а, и, ы, у совпадают в одном звуке а и различаются перед гласными среднего подъёма: [адган’у́], [аддыха́ли], [акуни́], но: [огоро́т], [обмоло́т] и т. д. В начале слова соответственно о может употребляться звук у: [уб’арну́цца], [убр’ади́цца] (употребление спорадически в говорах к югу от Гдова и широко в северных районах).
  - В заударных слогах: Слабее проступает принцип оканья в заударных слогах, где о и а обычно совпадают в одном звуке ъ (реже — а): в неконечном заударном слоге: [де́въцку], [ду́мъла], [вы́дъли] и т. д.; в конечном закрытом слоге: [де́вък], [за це́рквъй], [хр’о́снай] и т. д.; в конечном открытом слоге: [ме́стъ], [на́дъ], [сы́тъ], [до́мъ] и т. д. Почти все случаи сохранения о в заударном положении падают на положение после гласных среднего подъёма.
- Положение после парных мягких согласных, шипящих и ц:
  - Гласные неверхнего подъёма а, е после парных мягких согласных перед о, е совпадают в звуке е, и совпадают в одном звуке а перед остальными ударными гласными (гдовский тип яканья): [петно́], [есне́й], [сево́нни], [дере́вни], [вер’те́ли] и т. д., но: [р’аб’а́т], [б’ажы́т], [фпер’аду́], [на п’аску́], [з д’аньга́м], [л’агла́] и т. д.
  - Последовательно совпадение гласных неверхнего подъёма в звуке а перед а, и, ы, у и совпадение в звуке е гласных а, е перед ударными о, е проявляется после шипящих и ц: [цана́], [фцара́с'], [жани́фшы], [ужахну́лас'], но: [желе́зная], [уцеле́ла], [ржено́й], [цесо́ф] и т. д.
  - Иногда на месте е употребляется о: [с’остра́], [в’одро́], [йово́].
  - В южных гдовских говорах в конечных открытых слогах гласный а на месте е и о употребляется в сравнительной степени прилагательных и в глаголах 3-го лица без окончания -т: [попло́ша], [пачы́шша], [попере́жа], [сла́шша], [пол’аго́ша], [пом’ако́ша] и т. д.; [йон пла́вайа], [ба́ба бе́гайа], [ето быва́йа], [йон п’ари́ну вытр’аха́йа] и т. д.
- Усиление позиции звука о:

В безударном слоге вместо исходного а в силу стремления сохранить свою языковую особенность — оканье — произносится о: кр[о]со́тка, пок[о]жу́, н[о]де́ть, н[о]ли́ли и т. д.

##### Согласные звуки
- Твёрдое цоканье. (1)
- Мягкость н в слове дереве́[н']ской и т. д.
- Спорадическое выпадение т в сочетании ст: гора́[с] (горазд), пят' в’ор'[с] (вёрст)[23].
- В заударных слогах с утратой звука j наблюдается стяжение гласных в словах женского рода именительного — винительного пад.: [бела́ ко́фта], [в но́ву се́м’йу], [т’о́пла-то вада́], [эва, кака́ здаро́ва де́фка!], [анна́ стари́нна пе́сел’ница] (2)
- Случаи замены предлога у, а также гласного у- в начале слова согласным в: [в] нас (у нас), [в] сестры́ (у сестры), [в]чи́тель (учитель), [в теб’а́ бы́фшы йо́на] (у тебя она была), [в м’ан’а́ вжо вс’о згото́влено] (у меня всё уже готово), [в йово́ свайа́к-то плут] (у него свояк плут) и т. п. (3)
- Распространение второго полногласия: [це́реф] (червь), [нав’ар’о́х] (наверх); мягкость звука р в словах с сочетаниями ър, ьр: све[р']х, ко́[р']мит, ве[р']те́ли, це́[р']ква указывает на то, что за ним в прошлом был гласный звук е. (1)
- Сохранение древнего праславянского звука к в начале корня и перед гласным е: [к]веты́ смёрзли, яблоня [к]ветёт (цветы, цветёт), [к]еди́т' молоко́ (цедить) и т. п. (4)
- Неразличение звонких и глухих согласных перед гласными или перед сонорными звуками: [п]у́лка (булка), вля́[б]ат’ся в гряз'  (вляпаться), вы́[б]учит' глазы́ (выпучить). Возможно данная черта появилась под влиянием финно-угорских языков, где не различается звонкость и глухость согласных.
- Наличие звуков с и з на месте ш и ж (распространено нерегулярно) и более распространённая черта — наличие звука х на месте звуков с и ш: мя́[х]о (мясо), подпоя́[х]ался (подпоясался), спра́[х]ыват'  (спрашивать) и т. д. Неразличение свистящих и шипящих звуков появилось на псковской территории ещё в древности у окраинной части славян (кривичей) в результате древних контактов с балтийскими и финно-угорскими языками[33]. Существует также предположение о западнославянском (польско-поморском) происхождении этой черты[34]. (4)

##### Ударение
- Ударение на основе в личных формах глаголов типа проси́т’, люби́т’: [про́шу], [л’у́бл’у] и др.[22]
- 1 — диалектные черты, характерные также для Новгородских говоров.
- 2 — диалектные черты, характерные для севернорусского наречия.
- 3 — диалектные черты, характерные для юго-западной диалектной зоны.
- 4 — диалектные черты, характерные также для Псковской группы говоров.

#### Морфология
1. Формы именительного пад. мн. числа с суффиксом -j- и окончанием -а от существительных женского рода (реже муж. рода): йа́м'[йа] (ямы), бер’о́з'[йа] (берёзы), корзи́н'[йа] (корзины), же́рд'[йа] (жерди), гво́зд'[йа] (гвозди) и т. д.
2. Формы именительного пад. мн. числа с ударным -а от существительных женского рода с мягкой основой: дерев[н’а́] (деревни), зеле[н’а́], лоша[д’а́] (лошади), пут'[а́], пустош[а́] и т. д. (1)
3. Формы именительного пад. мн. числа с суффиксами -ов-, -j- и окончанием -а от различных существительных муж. рода: мужик[ов’йа́] (мужики), стул[ов’йа́] (стулья) и др.
4. Возможность употребления глагольных форм 3-го лица без окончания -т от глаголов ед. и множ. числа, ударных и безударных, обоих спряжений: йон нес'[о́] (он несёт), де́ла[йо] (делает), йоны́ нес[у́] (они несут), де́ла[йу] (делают); йон сид[и́] (он сидит), хо́д'[а] (ходит), йоны́ сид'[а́] (они сидят), хо́д'[а] (ходят), ты́квы [квйате́йу] (цветут) и т. д. В возвратных глаголах согласный звук т в окончании не опускается.
5. Словоформы [да́стиш], [йе́стиш] — 2-го лица ед. числа от глаголов дат'  и йест' .
6. Словоформа дерев’о́н — родительный пад. мн. числа. (2)
7. Употребление форм местоимения кто вместо что: кого́ ты накопа́л (что ты накопал) и др. (3)
8. Наличие парадигмы наст. времени глагола мочь в виде мо[г]у́, мо́[г]еш, мо́[г]ут[22]. (1), (4)
9. Слово путь муж. рода, но редко встречаются случаи типа: так[у́йу] пут'  (такой путь).
10. Существительные женского рода ма́ти, до́ча и ср. рода с окончанием -мя (се́мя, и́мя и др.) склоняются без суффиксов -ер- и -ен-: ма́т'[йу], с до́ч[ей]; из се́м[йа], с се́м[ем].
11. Возможность перехода имён ср. рода в женский: [така́ сла́ткайа ма́сла], [наде́ла бе́луйу пла́т’йу] и т. д.
12. В творительном пад. мн. числа употребляется окончание -ам как в дательном пад.: идти́ за гриб[а́м], ходи́ть за я́год[ам] и т. п. (5)
13. Формы местоимений 3-го лица именительного пад. мн. числа: [йоны́] ([йаны́]), и винительного пад. ед. числа женского рода: [йону́] ([йану́])[23][33]. (1), (5)

- 1 — диалектные черты, характерные также для Псковской группы говоров.
- 2 — диалектные черты, характерные для северной диалектной зоны.
- 3 — диалектные черты, характерные для юго-западной диалектной зоны.
- 4 — диалектные черты, характерные также для Онежской группы говоров
- 5 — диалектные черты, характерные также для Новгородских говоров.

#### Синтаксис
1. Форма именительного пад. мн. числа в роли прямого дополнения от названий животных, рыб, птиц: [йон во́лки вида́фшы], [мы и судаки́ лови́ли, и шшу́ки] и др.
2. Употребление деепричастных форм в составе сказуемого со связкой быть, передающих предпрошедшее действие (совершённое ранее другого действия): [Зацы́м-та был прибе́кши како́й-та мал’цы́шка] и др.[33]
3. Употребление именительного пад. существительных женского рода с окончанием -а в качестве прямого дополнения при инфинитиве: пошёл ко́сить трава́, копа́ть карто́шка; реже встречается употребление прямого объекта в той же форме при личных формах глагола: сего́дня ба́ня то́пим и т. д. (1)
4. Сочетание наречия надо с именительным пад. существительного или местоимения: [кри́нка] мне на́до (мне надо крынку), не на́до [йоны́] (не надо их) и др.
5. Употребление деепричастий прош. времени в качестве сказуемого: [йон не спа́фшы], [за д’аньга́м уе́хафшы], [йон уш ушо́т], [йон уйе́хат] и т. д. (2)
6. Употребление деепричастия в роли сказуемого без возвратной частицы даже тогда, когда глаголы, от которых они образуются, имеют её: [йоны́ не пожани́фшы] (они не поженились) и др.
7. Нерегулярное употребление страдательно-безличного оборота (со страдательным причастием в муж. роде ед. числа) в том же значении, в каком употребляются деепричастия, как сказуемые: [на огоро́ди фс’аво́ наса́жен] и др[23] .
8. Распространение конструкций из глагола быть и инфинитива, выражающих неизбежность, долженствование: быть опозда́ть ему́ и др.
9. Распространение конструкции пойти́ в я́годы с объектно-целевым значением[22]. (3), (4)

- 1 — диалектные черты, характерные для северной диалектной зоны.
- 2 — диалектные черты, характерные также для Новгородских говоров.
- 3 — диалектные черты, характерные также для Псковской группы говоров.
- 4 — диалектные черты, характерные также для Западной и Верхне-Днепровской групп говоров.

#### Лексика
1. Распространение существительных ма́тка, ма́ти (мать) и дочка́, до́ча (дочь), относящихся к продуктивному типу склонения существительных женского рода. (1)
2. Распространение слов: печа́йник, печа́льник (сковородник), ре́лка (участок земли), мост (дно у лодки), пêить, по́ять (петь песни), толока́ (коллективная помощь в работе) и др.[22]
3. Слова крупени́к, карто́фельница (картофельное пюре), кро́шево или сти (щи) похлебу́ха, похле́бень или хлебани́на (окрошка), крото́вина (кучки земли, нарытой кротом), межвежа́ха, межвежо́ныш (медведица, медвежонок), мороси́чка (мелкий дождь), прилагательные (глаголы), обозначающие свойство бодливости у животных (бык бога́стый, богли́вый, бога́льный, коро́ва богу́чая, коро́ва забога́ла ма́льчика), лужа́йка (лужа) и др.[33]

- 1 — диалектные черты, характерные для юго-западной диалектной зоны.